# لا يونيون
لا يونيون (بالإنجليزية: La Union)‏ هي محافظة تقع في الفلبين في منطقة إيلوكوس. يقدر عدد سكانها بـ 741,906 نسمة ومساحتها 1,497.70 كم2 .

## أعلام
- ماريانو ماركوس